# 林登巴赫河 (勒斯勞河支流)
50°4′32″N 12°13′37″E / 50.07556°N 12.22694°E
林登巴赫河（德語：Lindenbach），是德國的河流，位於該國東南部，由巴伐利亞負責管轄，屬於勒斯勞河的右支流，河道全長1.6公里，河口處在希恩丁附近。